# تيفاني ويلفورد
تيفاني ويلفورد (بالإنجليزية: Tiffany Welford)‏ مواليد 12 أبريل 1985 في جاكرتا، هي لاعبة كرة مضرب أسترالية بدأت مسيرتها كمحترفة سنة 2001 تلعب باليد اليمنى. أعلى تصنيف لها في الفردي كان 276. أعلى تصنيف لها في الزوجي كان 478.

## روابط خارجية
- تيفاني ويلفورد على موقع رابطة محترفات التنس (الإنجليزية)
- تيفاني ويلفورد على موقع الاتحاد الدولي لكرة المضرب (الإنجليزية)
- تيفاني ويلفورد على موقع اتحاد التنس الأسترالي (الإنجليزية)